# Annonay
Annonay település Franciaországban, Ardèche megyében. Lakosainak száma 17 222 fő (2022. január 1.). Annonay Boulieu-lès-Annonay, Davézieux, Roiffieux, Vanosc, Vernosc-lès-Annonay, Villevocance és Burdignes községekkel határos.

## Népesség
A település népességének változása:
| Lakosok száma | 20 757 | 19 484 | 18 525 | 17 088 | 16 075 | 16 698 | 16 345 | 16 297 | 16 359 | 17 222 |
|               | 1968   | 1982   | 1990   | 2006   | 2013   | 2015   | 2017   | 2019   | 2020   | 2022   |